# Jecimauro José Borges
Jecimauro José Borges (sinh ngày 22 tháng 4 năm 1980) là một cầu thủ bóng đá người Brasil.

## Sự nghiệp câu lạc bộ
Jecimauro José Borges đã từng chơi cho Kawasaki Frontale.

## Thống kê câu lạc bộ

### J.League
| Đội               | Năm       | J.League | J.League | J.League Cup | J.League Cup | Tổng cộng | Tổng cộng |
| Đội               | Năm       | Trận     | Bàn      | Trận         | Bàn          | Trận      | Bàn       |
| ----------------- | --------- | -------- | -------- | ------------ | ------------ | --------- | --------- |
| Kawasaki Frontale | 2012      | 15       | 1        | 3            | 1            | 18        | 2         |
| Kawasaki Frontale | 2013      | 19       | 3        | 3            | 0            | 22        | 3         |
| Kawasaki Frontale | 2014      | 22       | 2        | 2            | 1            | 24        | 3         |
| Tổng cộng         | Tổng cộng | 56       | 6        | 8            | 2            | 64        | 8         |